# Vân Canh (xã)
Vân Canh là một xã cũ thuộc huyện Hoài Đức, thành phố Hà Nội, Việt Nam (đã sáp nhập vào xã Sơn Đồng từ ngày 1/7/2025)

## Địa lý
Xã Vân Canh nằm ở phía Đông huyện Hoài Đức. Xã có vị trí, ranh giới:
- Phía Bắc giáp phường Phương Canh, quận Nam Từ Liêm và xã Di Trạch
- Phía Tây giáp xã Lại Yên
- Phía Nam giáp phường Tây Mỗ, quận Nam Từ Liêm và xã An Khánh
- Phía Đông giáp phường Xuân Phương, quận Nam Từ Liêm.

## Hành chính
Xã Vân Canh được chia thành các thôn gồm: thôn Kim Hoàng, thôn An Trai và thôn Hậu Ái.

## Lịch sử
Xã Vân Canh đã được hình thành lâu đời, ít nhất là từ thời Lý và tên xã Vân Canh xuất hiện thời Lê sơ. Gồm 3 làng: Kim Hoàng (do 2 làng Kim Bảng và Hoàng Bảng gộp vào), An Trai và Hậu Ái (Nhân Ái).
Tổng Hương Canh xưa có hai xã là Hương Canh và Vân Canh, gồm tất cả bảy làng Canh. Đây là một vùng đất cổ, các làng Canh đều được gọi theo Nôm là kẻ Canh, cư dân đến sống ở đây ít nhất cũng từ đầu công nguyên. Theo bản Ngọc Phả do Đông các đại học sỹ Nguyễn Bính soạn, từ đời Vua Hùng thứ XVIII, ông Phan Tây Nhạc đã từ Châu Ái (Thanh Hóa) ra vùng Canh cư ngụ. Sau ông có theo Tản Viên Sơn Thánh đi đánh quân Thục, nên được Vua Hùng gả cháu gái và cho phong ấp ở vùng Canh. Đây là một vùng quê cổ kính, văn hiến, đã được ghi nhận qua câu phương ngôn nổi tiếng: Mỗ, La, Canh, Cót tứ danh hương...
Bảy làng Canh gồm: Ngọc Mạch, Hòe Thị, Thị Cấm, Hậu Ái, An Trai, Kim Bảng và Hoàng Bảng. Hai làng Kim Bảng và Hoàng Bảng đến cuối thế kỷ XVI đã nhập thành một làng Kim Hoàng và dựng ngôi đình lớn. Tấm biển Lưỡng bảng hội đình hiện còn lưu giữ ở đình Kim Hoàng.
Theo các nhà nghiên cứu lịch sử, Hán Nôm thì xã Vân Canh nói chung là một vùng đất cổ, cách ngày nay khoảng 2000 năm.
Theo quan niệm phong thủy, mạch khí từ Tam Đảo, Tây Hồ dồn về tụ lại ở Đồng Trầm. Năm 894, Cao Biền – thứ sử Giao Châu nổi tiếng là một nhà phong thủy đi ngang qua để lại mấy câu:
"Tây Hồ thoát mạch
Lạc tại Vân Canh
Mạch trầm thủy để
Thế xuất khoa danh"
Quả đúng theo lời trên, trong suốt chiều dài lịch sử khoa cử xã Vân Canh có 15 vị tiến sĩ nho học đỗ khoa thi tiến sĩ và tương đương. Theo Từ Liêm huyện đăng khoa lục, số người đỗ Hương cống thời Lê là 44 người, đỗ Hương cống thời Nguyễn là 3 người, đỗ Cử nhân thời Nguyễn là 15 người. Số người đỗ sinh đồ thời Lê là 3 người, đỗ sinh đồ thời Nguyễn là 5 người, đỗ tú tài thời Nguyễn là 26 người.
Theo các tài liệu lịch sử, làng Hậu Ái có 9 người đỗ tiến sĩ, 21 hương cống, cử nhân, 15 sinh đồ, tú tài. Người đầu tiên đỗ đại khoa là Đỗ Kính Tu, đỗ Thái học sinh dưới triều Lý Anh Tông (1138 - 1175) cùng với Tô Hiến Thành, phụ chính cho vua, được ban quốc tính. Năm 1182, ông được cử làm "Đế Sư" của vua Lý Cao Tông. Năm 1210, Lý Cao Tông ốm nặng, cho gọi Đỗ Kính Tu vào nhận mệnh ký thác lập hoàng tử Sảm lên ngôi vua tức Lý Huệ Tông.
Nguyễn Bá Đôn, người thôn Hậu Ái đỗ cát sĩ khoa Tân Hợi (1851) đã làm đôi câu đối thờ ông ở đình làng:
"Thánh địa đốc sinh hiền văn võ tài du vi quốc bảo.
Đăng sơn nan vãn nhật anh hùng phá giang lưu"
Tức là:  "Nơi thánh địa ắt sinh ra người hiền. Mưu tài văn võ là của quí cho đất nước"
Sau Đỗ Kính Tu là Nguyễn Hành, đỗ Đệ tam giáp đồng Tiến sĩ năm 1532, làm đến Lại bộ tả thị lang. Con ông là Nguyễn Lương cũng đỗ Đệ tam giáp đồng Tiến sĩ năm 1550.
Về dòng họ Lê ở Hậu Ái, vốn là dòng dõi Lê Lợi từ đất Lam Sơn (Thanh Hóa) ra lập nghiệp có nhiều người khoa bảng. Từ đường của họ Lê còn có câu đối:
"Tự tiền Lê Chí Quốc triều, khoa hoạn thiên liên lưu thế phả.
Thủy cố lý cập Thanh Hoa, bản chi phái dẫn du gia khương":
Tức là: " Từ tiền Lê tới Quốc triều, khoa hoạn truyền đời lưu vào gia phả. Vốn từ đất Thanh Hóa, con cháu ngày càng phát đạt."
Người đầu tiên của dòng họ Lê, đỗ đạt cao là Lê Củ Phương, đỗ Hoàng giáp năm 1541, làm đến Hiến sát sứ. Cháu tằng tôn của ông là Lê Đức Vọng đỗ Đệ tam giáp đồng tiến sỹ năm 1637 làm đến Thừa chính sứ. Ngoài ra, các con của Lê Củ Phương là Lê Địch Văn và Lê Địch Giáo đỗ cát sỹ (1) và 2 con của cụ Lê Đức Vọng là Lê Đức Minh đỗ Hương cống (Cống sĩ) và Lê Đức Nghiệp đỗ khoa Hoành từ (2);
Ở làng Kim Hoàng người đỗ Tiến sĩ đầu tiên là cụ Trần Hiền (Hoè Hiên tiên sinh) sinh năm 1684. Ông đậu tiến sĩ khoa Quí Sửu 1733 dưới đời Lê Thuần Tông, sung chức hàn lâm viện thị giảng.
Con Trần Hiền là Trần Huân, hiệu là Yên Lý tiên sinh đậu Cử nhân khoa Ất Dậu (1745) đời Lê được bổ nhiệm làm chi phủ Lâm Thao.
Trần Bá Lãm, con trưởng của Trần Huân, là học trò của tiến sĩ Nguyễn Quí Hiển. Ông đậu giải Nguyên khoa thi hương, năm Cảnh Hưng thứ 40 (1779) lúc tròn 22 tuổi. Năm Cảnh Hưng thư 44, ông phụng mệnh làm phúc khảo trường thi Nghệ An khoa Quí Mão (1783). Năm Nhâm Ngọ (1786), khi hoàng tự tôn của vua Lê Hiển Tông là Lê Duy Kỳ lên nắm chính sự, ông sung chức thị nội văn chức. Năm 1787 Lê Duy Kỳ chính thức lên ngôi, đặt niên hiệu Chiêu Thống. Để thu phục nhân tâm và theo đề nghị của Nguyễn Hữu Chỉnh, cho mở chế khoa để thu phục người tài. Số người vào điện thi có tới trên 200, chỉ có hai người được lấy đỗ. Trần Bá Lãm ở vị trí đậu đệ nhất giáp. Do sinh vào thời thác loạn nên ông chẳng được yên để yến vũ tu văn, bước hoạn đồ của ông chịu nhiều thăng trầm trôi nổi, phải trải qua ba triều đại và năm đời vua. Ông được giữ chức cấp sư trung rồi thăng hàn lâm viện hiệu uý, rồi được bổ giữ chức Hải Dương đốc đồng tham hiệp nhung vụ, được phong tước Canh nhạc bá dưới thời Lê Chiêu Thống.
Con Trần Bá Lãm là Trần Bá Kiên đậu giải nguyên khoa Đinh Mão (1807) sung chức phó sứ như thanh cầu phong, nhưng vì chánh sứ không đi được, ông thay quyền đó là năm Minh Mạng nguyên niên.
Ở Kim Hoàng còn có dòng họ Lý Trần (gốc họ Đặng) có cụ Đặng Trần Diễm là thầy dạy cho 3 người con đều đỗ tiến sĩ, được nhận sắc phong của Vua "Giáo tử đăng khoa". Các con của ông là:
Lý Trần Quán, cháu ngoại của tiến sĩ Trần Hiền, gọi tiến sĩ Trần Bá Lãm là cậu ruột. Đậu cử nhân năm 19 tuổi, năm 32 tuổi đỗ tiến sĩ đệ tam giáp đồng tiến sĩ. Lý Trần Quán đã từng đảm nhiệm các chức vụ: hiến sát sứ Hải Dương, đốc đồng tỉnh Cao Bằng, hiệp trấn tỉnh Sơn Tây, sau cùng là đông các đại học sĩ Quốc tử Giám tu nghiệp. Ông đã tự chôn sống mình để trả giá cho sự sai lầm là quá tin học trò, đến nỗi trao chúa vào tay quân phản bội, đó là tháng 7 năm 1786, lúc đó ông đang ở làng Hạ Lôi (Yên Lãng). Sau này, khi vua Lê Chiêu Thống lên ngôi, năm Đinh Mùi (1787) đã truy tặng Lý Trần Quán làm Đại vương, phong phúc thần và ban cho đôi câu đối: "Khảng khái cần vương dị; Thung dung tựu nghĩa nan".
Lý Trần Dự đỗ tiến sĩ năm 25 tuổi. Theo những người họ tộc Lý Trần ở Kim Hoàng, ông còn người em trai là Lý Trần Thản cũng đậu tiến sĩ, nhưng Lý Trần Thản theo về quê mẹ Hải Dương từ bé, nên khi thành danh, tính vào khoa mục ở Hải Dương.
Ngoài các vị đại khoa, làng Kim Hoàng còn 31 người đỗ Hương cống. Trong đó có ông Trần Ánh, cùng 3 con là Trần Hiếu, Trần Diễn, Trần Trí, đều đỗ Hương cống; và Tiến sĩ Trần Bá Lãm có con trai là Trần Tùng và con Trần Tùng là Trần Đĩnh đều đỗ Hương cống.
Chú thích:
(1) Cát sỹ là học vị sau khi thi đỗ khoa Bác học Hoành từ.
(2) Khoa Hoành từ để chọn nhân tài có văn hay học rộng.

## Nghệ thuật
Vân Canh còn là quê hương của dòng Tranh Kim Hoàng cùng với dòng tranh điệp Đông Hồ, dòng tranh Hàng Trống được xem là ba dòng tranh dân gian lâu đời ở Việt Nam. Tranh của làng Kim Hoàng có đủ loại tranh thờ cúng, tranh chúc tụng như một số dòng tranh khác cùng thời (Đông Hồ, Hàng Trống) nhưng tranh Kim Hoàng lại biết kết hợp nhiều ưu điểm của hai dòng tranh đó. Tranh Kim Hoàng có nét khắc thanh mảnh, tỉ mỉ hơn tranh Đông Hồ; màu sắc lại tươi như tranh Hàng Trống. Vì thế nó tạo cho dòng tranh này những giá trị riêng. Nghề làm tranh thịnh nhất trong thế ký 19. Đến trận lụt vỡ đê Liên Mạc năm 1913 tràn vào đình đã cuốn trôi bản khắc cộng với kinh tế khó khăn nên dòng tranh Kim Hoàng dần bị thất truyền.
Những năm gần đây bà Nguyễn Thị Thu Hòa - Giám đốc bảo làng gốm sứ Hà Nội bằng sự đam mê và nhiệt huyết của mình đã cố gắng khôi phục lại dòng tranh độc đáo của làng Kim Hoàng. Dự án đã đạt được những thành công bước đầu khi công chúng đã biết đến dòng tranh và sắm các bức tranh về trang trí trong gia đình và ra thế giới.

## Đô thị hóa
Từ khoảng năm 2007-2008 trước khi sáp nhập vào Hà Nội UBND tỉnh Hà Tây đã ra quyết định thu hồi đất ruộng đồng trên địa bàn xã để quy hoạch thực hiện 3 dự án khu đô thị mới ở 3 thôn
- Khu đô thị mới Vân Canh tại thôn Hậu Ái
- Khu đô thi Vườn Cam tại thôn Kim Hoàng
- Khu đô thị Đại học Vân Canh - An Lạc Green Symphony

Sau khi trở thành xã thuộc thủ đô Hà Nội 1/8/2008, tuyến đường liên tỉnh 422B đã được sửa chữa và nâng cấp trở nên rộng rãi và đẹp đẽ như hiện nay.
Các công trình trong xã cũng được tu sửa và xây mới như nhà văn hóa 3 thôn, nhà văn hóa xã, Đài tưởng niệm liệt sĩ và UBND xã Vân Canh.
Trên địa bàn xã có 3 tuyến xe buýt ngang qua tỉnh lộ 422B số 97 đi từ BX Hoài Đức đến Công viên Nghĩa Đô - Cầu Giấy.Tuyến 57 từ Nam thăng long đi kcn Phú nghĩa . Tuyến 50 Long biên - khu đô thị Vân Canh.
Năm 2017 Nhà nước thu hồi đất hoa màu trên địa bàn xã để thực hiện dự án Đường vành đai 3,5 nối Đại lộ Thăng Long với quốc lộ 32.
Trong năm 2018-2019 công an huyện và xã cũng thực hiện việc cắm biển đường, ngõ, ngách và làm số nhà trên địa bàn xã khiến hoạt động sản xuất, kinh doanh trở nên dễ dàng hơn.